# Latok IV
Latok IV je hora vysoká 6 946 m n. m. nacházející se v pohoří Karákóram v Pákistánu. Nachází se 3,61 km jihovýchodně od Latoku III. Sedlo vysoké 5 680 m odděluje oba vrcholy.

## Vrcholy skupiny Latok
- Latok I: 7145 m
- Latok II: 7108 m
- Latok III: 6946 m
- Latok IV: 6456 m

## Prvovýstup
První pokus japonské expedice z roku 1976 byl po smrti jednoho člena zrušen.
Prvovýstup se zdařil v roce 1980 pětičlennou japonskou expedicí. Motomo Ohmija a Koji Okano dosáhli vrcholu 18. července.